# Tangrajum
Tangrajum (nebo Tangra Yumco, Lake Dangra) je bezodtoké slané jezero na Tibetské náhorní plošině v Číně severně od hřbetu Gandisyšan v nadmořské výšce 4434 m. Má rozlohu 920 km².

## Vodní režim
Do jezera ústí řeka Targo-Cangpo.